# Gagrella marginata
Gagrella marginata is een hooiwagen uit de familie Sclerosomatidae.